# 北豊島中学校・高等学校
北豊島中学校・高等学校（きたとしまちゅうがっこう・こうとうがっこう）全日制課程は、東京都荒川区東尾久六丁目に所在し、中高一貫教育を提供する私立女子中学校・高等学校。高等学校においては、中学校から入学した内部進学の生徒と高等学校から入学した外部進学の生徒との間では、第1学年から混合してクラスを編成する併設混合型中高一貫校である。高校からはクラスがInspiring Program（旧特進コース）、Valuable Program（旧総合コース）、Global Program(旧国際英語コース）がある。
高等学校においては、男女共学の通信制課程も設置しているが、所在地は異なる。

## 概要
秋上ハル、林政穂が真に自立して社会に貢献できる女性の育成を目指し、1926年（大正15年）4月、北豊島女学校を創立。人間愛を教育の基本とし、真に才能ある者の芽を育て伸ばすという、個性尊重の教育に情熱を傾けた。
1943年、女学校令による学校となり、学校名も財団法人北豊島高等女学校となった。
1950年（昭和25年）4月、学校令改正により、財団法人北豊島学園北豊島高等学校となり、北豊島中学校、北豊島幼稚園を設置する。同年には、普通科に商業コースが併設されたが、1975年に廃止された。なお、それに代わって1976年から保育コースが開設された。
北豊島中学校は1957年（昭和32年）から休校となったが、1990年（平成2年）4月に再開し、中高一貫教育を展開している。
1998年（平成10年）4月1日、高等学校通信制課程広域を開設（東京都・千葉県・神奈川県・埼玉県）。
近年では進学に力を入れている。高等学校全日制課程は、特進・総合・国際英語の3コースに分かれている。全コースにおいて英語教育に力を入れており、少人数制教育と「徹底的」な個別指導により進学実績を上げてきている。

## 象徴

### 校訓
- 「誠実」-「まごころがあっていつわりなく、まじめなこと」
- 「和敬」-「心おだやかでつつしみ深く、相手を思いやること」
- 「温雅」-「やさしくあたたかな気持ちで、品位をたもつこと」

### 制服
- 冬服　ブレザー
- 夏服　ベスト

## 設置形態
- 中学校（女子）
- 高等学校
  - 全日制課程普通科Inspiring Program（旧特進コース）（女子）
  - 全日制課程普通科Valuable Program（旧総合コース）（女子）
  - 全日制課程普通科Global Program(旧国際英語コース）（女子）
  - 通信制課程スタンダードコース（男女共学）
  - 通信制課程オリジナルコース（男女共学）

## 教育課程

### Inspiring Program
国公立大学・難関私立大学の現役合格を目指す。実際に、国公立や早慶レベルの合格者も出しており、進学実績も伸びている。
授業は「高1段階から授業ではオリジナル教材やプリント」で行われており、各学年とも英数ではレベル別に多段階化された放課後の進学ゼミ（長期休暇中も実施）が開講されている。また、個別指導が盛んなため、「先生を直撃して勉強を見てもら」うなど、「日常的には集団でなく、個人個人に合った個別指導がいつでも受けられる。毎朝、昼休み、放課後に先生と1対1、1対2などで細かく指導を受けられる」ため、「予備校に通わず現役で合格できるシステムが整って」いる。

### Valuable Program
医療系や栄養系、家政・芸術・情報系の短大や専門学校など、幅広い進路目標に対応できるよう、幅広い選択科目の中から、自分の進路実現に必要不可欠な科目選択ができるコースである。多数が私立大学の現役合格を果たしている。

### Global Program
私立大学文系科や、英語圏の大学への進学を目的としている。ネイティブ英語教師や同等のスピーキング能力を持つ日本人英語教師が指導に当たり、3年次には最大で週22時間の英語授業がある。
各コースとも自由参加の夏・冬期休暇中の勉強合宿では、宿泊施設のフローラヒル那須に泊まり、受験勉強が行われる。

### 土曜講座
生徒一人ひとりの技能と教養を習得させるため、受験対策や趣味に合わせて自主的に選択する。講座には校外から専門の講師を招いている。
- 受験講座（8講座）
  - プレTOEFL特講
  - 受験への英語長文入門
  - 受験への英文法入門
  - 英文法実戦解法

- - 古典スペシャル
  - 小論文特講
  - 数学特講I
  - 生物特講

- 一般教養講座（14講座）
  - ジャズダンス
  - クラシックバレエ
  - ギター弾き語り
  - お琴
  - パソコン入門

- パーソナルカラー
  - 手話
  - 点字
  - 指圧
  - 料理
  - 護身術

- - 洋裁
  - 美術
  - ピアノ

・ヨガ

## その他
- 高等学校の校舎内に北豊島学園幼稚園がある。また高等学校に隣接して北豊島医療専門学校が所在する。
- グラウンドの敷地面積が狭いため、体育の授業でしばしば道路を隔てて隣接する「尾久の原公園」のグラウンドを利用する。
- プールが無いので水泳の授業が無い。
- 当初学校指定のジャージがピンク色だったが、現在はデザインが変更されたものとなっている。
- 高等学校から北豊島医療専門学校への進学者はごくわずかである。

## 学校行事（全日制）
- 4月 入学式、高1合宿オリエンテーション
- 5月 スクールコンサート
- 6月 前期中間考査、リーダースキャンプ
- 7月 スポーツ大会、高1・2歌舞伎教室、高3オペラ教室
- 9月 前期期末考査、前期終業式
- 10月 北桜祭（学園祭）
- 11月 高2宿泊研修、サイパンマリアナスクールと短期留学
- 12月 後期中間考査
- 1月 スキー教室、高1・2冬季スポーツ大会
- 3月 後期期末考査、高1・2修了式、高3卒業式

### 北桜祭
毎年10月に2日間にわたって行われる。1日目が在校生のみを対象とした展示発表、2日目が一般客を対象とした展示発表となっている。女子校ということもあり、入場は完全チケット制とされ、生徒1人が配れるチケット枚数にも制限がある。さらにチケット配布には保護者の承諾印も必要である。

### スポーツ大会
6月に2日間にわたり開催される。高校と中学で競技で分かれる。

### 体験教室
高1・2年次は7月に歌舞伎鑑賞教室がある。高3年次はオペラ鑑賞教室がある。また、高1は夏休み頃に高田馬場でボウリング・スケートをする。

## 部活動
吹奏楽部、バレーボール部、ギター部（クラシックギター）の活動が特に盛んである。
- 文化系クラブ（13部）
  - インターアクト
  - ボランティア
  - 演劇
  - パソコン
  - 華道

- - 茶道
  - 書道
  - 英語
  - 写真

- - 家庭科
  - 美術
  - 吹奏楽
  - 音楽（歌班とギター班有）
  - バトン

- 運動系クラブ（7部）
  - バレーボール
  - バスケットボール
  - ソフトテニス
  - バドミントン

- - 卓球
  - 剣道

## 交通アクセス
- 都電荒川線・日暮里舎人ライナー 熊野前駅 徒歩4-6分
- 京成本線・千代田線 町屋駅 徒歩12-15分
- 都営バス端44系統 ｢東尾久六丁目」下車

## 沿革

### 年表
- 1926年 秋上ハルらが北豊島女学校を創設
- 1943年 財団法人北豊島学園として法人化。高等女学校に昇格
- 1949年 学制改革により北豊島中学校・高等学校に改編
- 1950年 北豊島幼稚園を開設
- 1951年 財団法人を学校法人に組織変更
- 1957年 北豊島中学校を一時休止
- 1976年 創立50周年記念式典挙行
- 1980年 栃木県那須町に林間宿泊施設「フローラヒル那須」を開設、千葉県松戸市に運動場を開設
- 1985年 創立60周年記念事業で専門学校校舎建設
- 1986年 専門学校シャミナード東京を開校
- 1990年 北豊島中学校を再開
- 1991年 ハワイ・ホノルルに語学研修施設「北豊島ホノルルスチューデントハウス」を開設
- 1992年 高校に通信制課程（男女共学）を設置
- 1994年 2学期制開始
- 2002年 北豊島医療専門学校を開校
- 2006年10月28日 創立80周年記念式典挙行

## 主な出身者
全日制
- 丘みつ子 - 女優
- 大原麗子 - 女優
- 原千晶 - タレント
- 牧名ことり - 元OSK日本歌劇団娘役スター

通信制
- 安西ひろこ - タレント
- 山川恵里佳 - タレント
- 後藤友香里 - タレント
- 平愛梨 - タレント
- 中山史奈 - 元タレント ※中退
- 菅良太郎 - お笑い芸人（パンサー）
- 萩原健也 - ミュージシャン